# Stanisław Melnyczuk
Stanisław Wasylowycz Melnyczuk, ukr. Станіслав Васильович Мельничук (ur. 14 czerwca 1995 w Równem) – ukraiński żużlowiec.

## Życiorys
Srebrny medalista indywidualnych mistrzostw Ukrainy juniorów w klasie 125 cm3 (2009). Srebrny medalista mistrzostw Ukrainy par klubowych (2011).
Wielokrotny reprezentant kraju na arenie międzynarodowej. Brązowy medalista drużynowych mistrzostw świata juniorów (Bałakowo 2011). Brązowy medalista drużynowych mistrzostw Europy juniorów (Landshut 2012). Dwukrotny medalista mistrzostw Europy par: złoty (Równe 2012) oraz brązowy (Herxheim 2013). Finalista indywidualnych mistrzostw Europy juniorów (Güstrow 2013 – XVI miejsce). 
W lidze polskiej reprezentant klubów: Kaskad Równe (2011), KMŻ Lublin (2013) oraz Kolejarz Rawicz (2014, 2016–2017). W sezonie 2017 jego średnia biegowa wyniosła 1,190 (II liga). Od 2018 pozostaje bez klubu. Reprezentował Ukrainę w półfinale Speedway of Nations 2022. Zdobył 0 punktów, a jego reprezentacja nie zakwalifikowała się do finału.

## Przynależność klubowa
Polska
- Kaskad Równe (2011; Ukraina)
- KMŻ Lublin (2013)
- Kolejarz Rawicz (2014)
- Kolejarz Rawicz (2016–2017)
- Kolejarz Opole (2024–)